# Grödersby
Grödersby település Németországban, Schleswig-Holstein tartományban. Lakosainak száma 224 fő (2023. december 31.). Grödersby Kappeln, Rabenkirchen-Faulück, Winnemark és Arnis községekkel határos.

## Népesség
A település népességének változása:
| Lakosok száma | 258  | 234  | 215  | 222  | 218  | 213  | 225  | 224  |
|               | 1975 | 2010 | 2013 | 2017 | 2019 | 2021 | 2022 | 2023 |